# Cattedrale del Santissimo Salvatore (Caienna)
La cattedrale del Santissimo Salvatore è un edificio religioso della città di Caienna nella Guyana francese ed è cattedrale della diocesi di Caienna.

## Storia
Nel 1823 il reverendo padre Nicolas Guiller e il barone Pierre Bernard Milius, direttore della Guyana, decisero di sostituire la vecchia chiesa di Cayenne, la chiesa di San Nicola, posta nell'attuale piazza Léopold Heder. I lavori per la nuova chiesa iniziarono nel 1825 e si protrassero fino al 1833. La chiesa fu inaugurata nel 1861.
Nel 1933, la Prefettura Apostolica di Guyana è stata trasformata in vicariato apostolico e la chiesa è stata consacrata a cattedrale il 9 novembre 1934 dal vescovo Pierre-Marie Gourtay, primo vescovo del vicariato. 
Nel 1952 la cattedrale ha subito lavori di allargamento, durante i quali è stata rinvenuta una cassetta di piombo contenente 21 monete, le più antiche delle quali risalenti al periodo di Napoleone Bonaparte e venti sigilli del regno di Carlo X.
Con ordinanza del 9 dicembre 1992 la cattedrale è stata riconosciuta come monumento storico, con l'aggiunta della torre e del portico con ordinanza 9 marzo 1999 (i due ordini sono stati sostituiti da un unico riguardante l'intero complesso il 29 ottobre 2012).